# Championnats d'Europe de biathlon 1994
Navigation
1995
Les championnats d'Europe de biathlon 1994, première édition des championnats d'Europe de biathlon, ont lieu en 1994 à Kontiolahti, en Finlande.
| Date    | Hommes     | Femme      |
| ------- | ---------- | ---------- |
| 17 Mars | Sprint     | Sprint     |
| 17 Mars | Individuel | Individuel |
| 17 Mars | Relais     | Relais     |

## Tableau des médailles
| Rang  | Pays               | Or | Argent | Bronze | Ensemble |
| ----- | ------------------ | -- | ------ | ------ | -------- |
| 1     | Russie             | 3  | 0      | 1      | 4        |
| 2     | Pologne            | 1  | 1      | 0      | 2        |
| 3     | Allemagne          | 1  | 0      | 1      | 2        |
| 4     | Norvège            | 1  | 0      | 0      | 1        |
| 5     | Slovaquie          | 0  | 2      | 0      | 2        |
| 6     | France             | 0  | 1      | 0      | 1        |
| "     | Italie             | 0  | 1      | 0      | 1        |
| "     | République tchèque | 0  | 1      | 0      | 1        |
| 9     | Finlande           | 0  | 0      | 2      | 2        |
| 10    | Biélorussie        | 0  | 0      | 1      | 1        |
| "     | Ukraine            | 0  | 0      | 1      | 1        |
| Total | Total              | 6  | 6      | 6      | 18       |

| Rang  | Athlètes multi-médaillés | Or | Argent | Bronze | Ensemble |
| ----- | ------------------------ | -- | ------ | ------ | -------- |
| 1     | Irina Mileschina         | 2  | 0      | 1      | 3        |
| Total | Total                    | 2  | 0      | 1      | 3        |

## Résultats et podiums

### Hommes
| Épreuves   | Or                                                                        | Argent                                                                   | Bronze                                                                               |
| ---------- | ------------------------------------------------------------------------- | ------------------------------------------------------------------------ | ------------------------------------------------------------------------------------ |
| Individuel | Tor Espen Kristiansen                                                     | Bertrand Muffat-Joly                                                     | Ville Räikkönen                                                                      |
| Sprint     | Holger Schonthier                                                         | René Cattarinussi                                                        | Vesa Hietalahti                                                                      |
| Relais     | Russie - Pavel Mouslimov - Pavel Vavilov - Nikolai Klykov - Eduard Riabov | Pologne - Wiesław Ziemianin - Jan Ziemianin - Tomasz Sikora - Jan Wojtas | Biélorussie - Igor Hoschriakov - Dmitri Krivel - Gennadij Karpinkin - Evgeniy Redkin |

### Femmes
| Épreuves   | Or                                                               | Argent                                                         | Bronze                                                               |
| ---------- | ---------------------------------------------------------------- | -------------------------------------------------------------- | -------------------------------------------------------------------- |
| Individuel | Halina Pitoń                                                     | Martina Halinárová                                             | Irina Mileschina                                                     |
| Sprint     | Irina Mileschina                                                 | Jirína Pelcová-Adamicková                                      | Kathi Schwaab                                                        |
| Relais     | Russie - Irina Mileschina - Jelena Dumnova - Larisa Novoselskaja | Slovaquie - Soňa Mihoková - Anna Murínová - Martina Halinárová | Ukraine - Valentina Tserbe-Nessina - Olena Ogurtsova - Olena Petrova |